# Anny Klawa-Morf
Anny Klawa-Morf, née le 10 janvier 1894 à Bâle et morte le 15 avril 1993 à Berne, est une militante socialiste suisse pour les droits des femmes.

## Biographie
Son père, boulanger de formation, travaille comme ouvrier et participe à la grève de 1906 à Albisrieden . À la suite de cela, il est licencié. La famille perd alors son appartement, appartenant à l'usine de Maschinenfabrik Schäppi & Schweizer, et reste dans la rue avec les meubles pendant quatre jours.
À partir de 1908, Anny Morf travaille dans l'usine de tissage de soie Baumann à Höngg, et suit des cours à l'Université de Zurich en parallèle . Elle rejoint le comité des jeunesses socialistes, le syndicat des travailleurs du textile ainsi que l'association des travailleuses. En 1910, elle fonde le premier groupe féminin au sein des jeunesses socialistes et rejoint le Parti social-démocrate suisse. Elle assiste régulièrement aux réunions du club de débat d'extrême gauche « Kegelklub » aux côtés de Willi Münzenberg, Rosa Bloch-Bollag, Fritz Platten, Willi Trostel et Ernst Nobs. Elle fait également la connaissance de Lénine et de Léon Trotski. En 1912, elle participe au Congrès socialiste international à Bâle ainsi qu'à l'organisation de la grève générale zurichoise. En tant que membre du comité de grève, elle ne trouve plus d'emploi. Elle effectue alors plusieurs années de petits boulots et de séjours à l'étranger.
Après la Première Guerre mondiale, elle se retire de l'Église. En tant que secrétaire d'Ernst Toller, elle travaille pour "l'Armée rouge" à Dachau, où elle assiste à l'effondrement de la République des conseils de Bavière avant d'être emprisonnée à Stadelheim.
À partir de 1921, elle s'installe à Berne et travaille dans une usine de soie dès 1922. Elle rejoint le Parti social-démocrate de la Länggasse. La même année, elle épouse le typographe letton Jānis Kļava (1876-1956), qui a déjà une fille.  Anny se tourne alors vers l'édition et, avec Karl Geissbühler, crée l'organisation social-démocrate des Amis des enfants (Faucons rouges), qu'elle dirige jusqu'en 1967.
Après la mort de son mari, elle travaille d'abord comme blanchisseuse et femme de ménage jusqu'à ce qu'elle obtienne un emploi auprès de l'assurance maladie du Syndicat de l'industrie, de la construction et des services (FTMH), qu'elle exerce jusqu'en 1978.
En 1982, un documentaire de 50 minutes sur sa vie est diffusé à la télévision suisse sous le titre "Ich ha nie ufgä".  Après sa mort en 1993, son héritage, qui comprend de nombreux documents photographiques ainsi que des correspondances, revient aux Archives sociales suisses. Lorsque, vers 2010, de nouvelles places sont créées à Zurich afin de fluidifier la circulation autour de la Weststrasse, une place est baptisée à son nom entre Lochergut et Bullingerplatz (Anny-Klawa-Platz). En mars 2019, le Parti socialiste suisse crée la Fondation Anny-Klawa-Morff, qui se considère affiliée au parti, mais indépendante vis-à-vis de lui, et œuvre principalement pour l'éducation politique.